# حيرام بيرنهام
حيرام بيرنهام هو ضابط وسياسي أمريكي، ولد في 1814 في تشريفيلد في الولايات المتحدة، وتوفي في 29 سبتمبر 1864 في ريتشموند في الولايات المتحدة.